# Дифференцированный платёж
Дифференцированный платеж (ДП) — это вид платежа, используемый при формировании финансовым учреждением схемы погашения кредита (займа). Основное отличие от аннуитетных платежей — это убывающий со временем размер платежа. Сумма в погашение тела кредита в дифференцированном платеже всегда постоянна. Процентная часть в сумме дифференцированного платежа сначала большая, а потом снижается, так как зависит от основного долга по кредиту, а он снижается.

## Методика расчета
Основная формула, используемая для расчетов дифференцированных платежей имеет вид:
{\displaystyle DP={\frac {S}{n}}+OD\ast {\frac {i}{k}}}
Где
- DP — дифференцированный платеж
- S — первоначальная сумма кредита
- OD — остаток долга по кредиту на дату расчета ДП
- i — годовая процентная ставка в абсолютном выражении (0.07 для 7%)
- k — количество процентных периодов в году
- n — количество процентных периодов во всем сроке кредита

Первое слагаемое S/n — это сумма, которая идет в погашение основного долга по кредиту каждый процентный период (как правило, месяц).

#### Пример расчета
При сумме кредита 1 млн рублей, сроке 12 месяцев, ставке 12 %.
ДП1 = 1 000 000 / 12 + 1 000 000 * 0.12 / 12 = 83 333.33 + 10 000 = 93 333.33 руб.
При этом новый Остаток долга(ОД) после этого платежа будет равен
ОД = 1 000 000 — 83 333.33 = 916 666.67 рублей
Этот остаток долга будет использоваться при расчете второго платежа
ДП2 = 1 000 000 / 12 + 916 666.67 * 0.12 / 12 = 83 333.33 + 9 166.6667 = 92 499.9967

#### Методика расчета в банке
Если брать точную банковскую формулу, где расчет зависит от числа дней в месяце, формула будет иметь вид
ДП = S / n + ОД * ЧдП * i / ЧдГ
Где
- ЧдП — число дней в платежном периоде. Обычно это разность дат между двумя платежами по графику. Обычно она находится в диапазоне 28-31 день в зависимости от числа дней в месяце. Число дней между двумя платежами — это период, за который начисляются проценты.
- ЧдГ — число дней в текущем году(может быть 365 или 366 в зависимости от того, високосный год или нет).

У данной формулы также есть особенность расчета, если дата начала периода начисления процентов лежит в високосном году, а дата окончания в невисокосном и наоборот
Для удобства расчет можно провести автоматизированно, для этого нужно использовать любой ипотечный или кредитный калькулятор.

## Расчет переплаты по кредиту
Суммарная переплата по кредиту в виде процентов при дифференцированных платежах может быть рассчитана по формуле арифметической прогрессии.
{\displaystyle P={\frac {r}{100}}*A*{\frac {n+1}{2}}}
Где
- P — переплата
- r — процентная ставка, оговоренная на индивидуальных условиях кредитования, пример — 12 %
- А — первоначальная сумма кредита
- n — число процентных периодов

Данная формула подходит для расчета приблизительной переплаты. Точная переплата определяется каждым банком по разному с учетом дат платежей и числа дней в процентном периоде.

## Польза дифференцированных платежей для заемщика
Для сравнения используем предполагаемые параметры кредита (сумма, ставка, срок), но с аннуитетной схемой погашения
- За счет того, что в составе дифференцированного платежа при равных условиях кредита сумма в погашение основного долга (тела кредита) больше, чем в аннуитетном, основной долг первоначально убывает быстрее. Поэтому процентов будет начислено меньше, что более выгодно для заемщика[4].
- Сумма к полному досрочному погашению кредита при одинаковых датах с аннуитетным кредитом будет меньше. Заемщику потребуется меньше средств, чтоб полностью закрыть кредит.
- Размер обязательных страховых выплат в случае ипотечного кредита будет меньше, так как он зависит от остатка задолженности по кредиту.

## Недостатки дифференцированных платежей
Первоначальный платеж по кредиту для заемщика получается большим. Он больше, чем платеж, который получается при расчете аннуитета при одинаковых условиях. При большой сумме ежемесячного платежа доход заемщика может быть недостаточным для погашения кредита. Поэтому в кредите может быть отказано.
Сам платеж менее удобен для заемщика, так как он все время разный и его не запомнить. Каждый раз нужно иметь под рукой график, чтоб понимать, какую сумму нужно оплатить.

## Досрочное погашение
Досрочное погашение кредита при дифференцированных платежах также выгодно для заемщика, так как снижается остаток долга, а значит и проценты.
Поэтому стоит его делать. При этом меняется первое слагаемое (S/n) в формуле расчета, то есть платеж в погашение основного долга становится меньше. Скорость убывания основного долга уменьшается, но при этом сокращаются и проценты.